# Knut Walde
Knut Grøvan Walde (Bergen, 16 giugno 1981) è un calciatore norvegese, difensore del Flekkerøy.

## Carriera

### Club

#### Gli inizi al Brann e il prestito
Walde iniziò la carriera professionistica con la maglia del Brann. Debuttò nella Tippeligaen il 13 aprile 2002, nella sconfitta per 2-0 sul campo del Molde. Totalizzò 23 apparizioni in 26 incontri, nel campionato 2002. Fu una stagione positiva a livello personale, mentre per il Brann fu piuttosto negativa, poiché rischiò la retrocessione in 1. divisjon. L'allenatore Teitur Þórðarson, che gli diede il posto da titolare, fu licenziato e Mons Ivar Mjelde ne prese il posto. Iniziò così un periodo negativo per Walde, che non riuscì più a conquistare un posto fisso in squadra.
Fu così prestato al Haugesund per il campionato 2004. Il primo incontro in squadra lo giocò il 12 aprile 2004, nella sconfitta per 3-2 contro lo Aalesund. Il 18 aprile segnò la prima rete, nella sconfitta per 4-2 contro il Moss.

#### La cessione al Løv-Ham ed il ritorno al Brann
Dopo il prestito allo Haugesund, passò al Løv-Ham a titolo definitivo. L'esordio in squadra fu datato 10 agosto 2005, nel 3-1 inflitto al Tønsberg. Per il primo gol dovette attendere il 16 luglio 2006, quando andò a segno nel pareggio per 2-2 contro il Manglerud Star. Nonostante il Løv-Ham fosse una squadra di bassa classifica, nelle stagioni in cui Walde vi militò ebbe una delle migliori difese del campionato, anche per merito suo e dell'altro centrale difensivo titolare, Kristian Vange. Fu anche nominato capitano della squadra, prima dell'inizio del campionato 2006.
Nell'estate 2007, il Brann si trovava alla ricerca di un difensore, poiché si trovava soltanto con tre calciatori in quella posizione. Così, il 2 luglio, fu annunciato il ritorno di Walde al suo vecchio club. Il Brann vinse il campionato, in quella stagione, ma per Walde lo spazio in campo fu limitato.

#### Nuovamente al Løv-Ham e momentaneo stop dal calcio
Nel 2008, Walde tornò al Løv-Ham con la formula del prestito. Il calciatore vi rimase per due stagioni, al termine delle quali annunciò di volersi prendere una pausa dal calcio giocato per continuare i suoi studi universitari.
Nell'estate 2010, tornò a giocare nel Flekkerøy.

### Nazionale
Walde giocò 3 partite per la Norvegia under 21. Debuttò il 16 aprile 2002, sostituendo André Muri nella sconfitta per 2-1 contro la Svezia under 21.

## Palmarès

### Club

#### Competizioni nazionali
- Campionato norvegese: 1

Brann: 2007